# Horní Záblatí
Horní Záblatí (německy Ober Sablat) je malá vesnice, část obce Záblatí v okrese Prachatice v Jihočeském kraji. Nachází se asi 1,5 kilometru severozápadně od Záblatí. Horní Záblatí je také název katastrálního území o rozloze 3,27 km².

## Historie
První písemná zmínka o vesnici pochází z roku 1503. V roce 1930 zde žilo 246 obyvatel. V letech 1938 až 1945 bylo Horní Záblatí v důsledku uzavření Mnichovské dohody přičleněno k nacistickému Německu.

## Přírodní poměry
Na západním okraji vesnice protéká řeka Blanice, jejíž koryto a břehy jsou severně od vsi chráněny jako přírodní památka Blanice.

## Obyvatelstvo
| Rok            | 1869 | 1880 | 1890 | 1900 | 1910 | 1921 | 1930 | 1950 | 1961 | 1970 | 1980 | 1991 | 2001 | 2011 | 2021 |
| -------------- | ---- | ---- | ---- | ---- | ---- | ---- | ---- | ---- | ---- | ---- | ---- | ---- | ---- | ---- | ---- |
| Počet obyvatel | 273  | 324  | 283  | 272  | 282  | 269  | 246  | 87   | 71   | 53   | 50   | 31   | 32   | 49   | 44   |
| Počet domů     | 39   | 52   | 54   | 53   | 54   | 55   | 57   | 32   | 32   | 15   | 17   | 15   | 26   | 33   | 34   |

## Obecní správa
Při sčítání lidu v letech 1850–1952 Horní Záblatí bylo samostatnou obcí v okrese Prachatice. Od roku 1953 je částí obce Záblatí v okrese Prachatice.

## Pamětihodnosti
- Lípy v Horním Záblatí, památné stromy. Jedna z lip roste poblíž krajního stavení na severovýchodě osady, druhá na okraji lesa o zhruba 150 metrů dále k severovýchodu